# The unending rose
The unending rose è una poesia di Jorge Luis Borges. È l'ultima dell'opera La rosa profonda (La rosa profunda, 1975), ed è dedicata a Susana Bombal.
Borges immagina il mistico medievale Farid al-Din ʿAttār di Nishapur parlare ormai vecchio con una rosa, dirle della sua sfera, del suo peso, del suo profumo, nel sogno di un bimbo o nei colori dell'orizzonte del suo giardino. ʿAttār è vecchio e cieco, come il poeta, ma rivede nella rosa infinite cose e infinite strade, concludendo:
La chiave di interpretazione borgesiana è data nel prologo della raccolta, dove è spiegato il ruolo e la missione della parola-simbolo e di ogni verso: